# 親近感
親近感（しんきんかん）とは、自分と似た境遇・状態の相手や共通の趣味・主義主張などをもつ他者に対し、実際にはその他者と血縁や「近所に住んでいる。よく一緒に出かける」など身近な関係でなくてもその相手が自分と身近な存在であると認識・錯覚すること。
親近感を抱く場合、その趣味や境遇は深く入り込んだものであったり、一般的でない場合もある。

## 例
- 「○○マニア」と呼ばれる人同士がお互いに対し感じることのある仲間意識のようなもの。
- 「重い病気を患う」「とても珍しいものを獲得する」のような共通の経験（誰にでも有り得るが、実際に身近な者同士が同じ経験をすることは少ない）。